# Riccardia ligulata
Riccardia ligulata là một loài rêu trong họ Aneuraceae. Loài này được Stephani Pócs & A. Schäfer-Verwimp mô tả khoa học đầu tiên năm 2010.